# Heri Dono
Heri Dono (Jakarta, 12 juni 1960) is een Indonesische beeldend kunstenaar, als kunstschilder, beeldhouwer, installatiekunstenaar.

## Leven en werk
Dono studeerde aan het Indonesisch Kunstinstituut (Institut Seni Indonesia) in Jogjakarta, waar hij zowel in 1981 als 1985 de Beste Schilderij Prijs won. Hij presenteert zijn werk wereldwijd in een groot aantal solo- en groepstentoonstellingen.
Hij is voornamelijk actief als installatiekunstenaar en gebruikt hierin gewone en technisch eenvoudige materialen. In zijn werk zijn bekende invloeden te herkennen, zoals de gewone man, wayang kulit (schaduwpoppen), becakrijder en tau tau.
De kunstenaar, die woont en werkt in Jogjakarta, mengt zijn werk vaak met commentaar op politieke en maatschappelijke problemen in Indonesië. Hij won in 1998 een Prins Claus Prijs.

## Solotentoonstellingen
- 1988: Cemeti Contemporary Art Gallery, Jogjakarta, Indonesië; Mitra Budaya Indonesië Gallery, Jakarta, Indonesië; Bentara Budaya Gallery, Jogjakarta
- 1991: Unknown Dimensions, Museum für Volkerkunde, Basel, Zwitserland
- 1993: Canberra Contemporary Art Space, ACT, Australië
- 1996: Blooming in Arms, Museum of Modern Art, Oxford, Engeland
- 2000: Dancing Demons and Drunken Deities, The Japan Foundation Forum, Tokyo, Japan
- 2001: Trap’s outer Rim, Cemeti Art House, Jogjakarta
- 2001: Fortress of the Heart, Gajah Gallery, Singapore
- 2002: Interrogation, Center A, Vancouver, Canada
- 2002: Heri Memprovokasi Heri, Nadi Gallery, Jakarta
- 2002: Free-DOM, Bentara Budaya, Jakarta
- 2002: Reworking Tradition I & II, Singapore
- 2003: Upside Down Mind, CP Artspace, Washington, VS
- 2003: Heri Dono, Australian Print Workshop, Melbourne, Australië
- 2003: Perjalanan Spiritual Heri Dono, Galeri Semarang, Indonesië
- 2004: Who’s Afraid of Donosaurus?, Galeri Nasional Indonesia, Jakarta
- 2006: Broken Angels, Gertrude Street Gallery, Melbourne, Australië
- 2009-10: Kritische kunst uit Indonesië, Tropenmuseum, Amsterdam

- CiNii: DA17296499
- Gemeinsame Normdatei: 122460189
- International Standard Name Identifier: 0000 0001 1452 6917
- Library of Congress Control Number: no2004051297
- Bibliotheek van het Japanse parlement: 00826701
- Nationale bibliotheek van Australië: 40005236
- Nationale Bibliotheek van Israël: 987007354500905171
- Nederlandse Thesaurus van Auteursnamen: 216541425
- RKD-Nederlands Instituut voor Kunstgeschiedenis: 268648
- SNAC: w6tz15bv
- Système universitaire de documentation: 147559871
- Trove: 1066713
- Union List of Artist Names: 500123408
- Virtual International Authority File: 96592603
- WorldCat: E39PBJv4jdpPvVPgjwppJ3myBP